# Стів Морс
Стівен Джей Морс (англ. Steven J. Morse; нар. 28 липня 1954) — американський гітарист, автор пісень, пілот. Кілька разів був визнаний найкращим гітаристом року за версією журналу «Guitar Player». Грав у гуртах «Dixie Dregs», «Deep Purple» (з 1994 по 2022), «Steve Morse Band» і в супергурті «Flying Colors».
У 2009 році журналом Classic Rock включений у перелік найкращих гітаристів усіх часів.

## Біографія
Народився в сім'ї священика і піаністки в американському місті Гамільтоні, штат Огайо. До кінця 60-х Морси переїхали до Джорджії, де Стів і Дейв увійшли до складу ансамблю «Dixie Grit», що грали чужий матеріал, у тому числі кавери «Led Zeppelin» і «Cream». На початку 70-х група розпалася, і Морс зі своїм партнером Енді Вестом організували проект «Dixie dregs», що став згодом професійним. У складі цієї команди гітарист провів майже 13 років.
З 1982 по 1986 роки Морс щорічно визнавався читачами журналу «Guitar Player» найкращим гітаристом за сукупністю показників.
В 1983 році Стів став вести колонку «Open ears» в журналі «Guitar for the practicing musician». Незабаром Морс створив сольний проект — «Steve Morse band». До його складу увійшли басист Джеррі Пік і барабанщик Дуг Морган, згодом замінений Родом Моргенштейном.
У середині 80-х його запрошують в турне Джон Маклафлін, Ел Ді Меола, Пако де Лусія. В 1986—1987 роках Морс грав у групі Kansas.
В 1989 році, втомившись від шоу-бізнесу, Стів Морс несподівано йде зі сцени і стає пілотом на внутрішніх рейсах в одній з американських авіакомпаній.
В 1994 році Морс відроджує Steve Morse Band, а в листопаді того ж року отримує запрошення грати в Deep Purple. Після кількох концертів він стає постійним гітаристом групи.

## Дискографія
Dixie Dregs
- 1975 — The Great Spectacular
- 1977 — Free Fall
- 1978 — What If
- 1979 — Night Of The Living Dregs
- 1980 — Dregs Of The Earth
- 1981 — Unsung Heroes
- 1982 — Industry Standard
- 1989 — Divided We Stand
- 1992 — Bring 'Em Back Alive
- 1994 — Full Circle
- 1997 — King Biscuit Flower Hour Presents — The Dregs 1979
- 2000 — California Screamin
- 2002 — 20th Century Masters: The Best Of The Dixie Dregs
- 2002 — Sects, Dregs & Rock 'n' Roll

Steve Morse Band і сольні альбоми
- 1984 — The Introduction
- 1985 — Stand Up
- 1989 — High Tension Wires
- 1991 — Southern Steel
- 1992 — Coast to Coast
- 1995 — Structural Damage
- 1996 — StressFest
- 2000 — Major Impacts
- 2002 — Split Decision
- 2004 — Major Impacts 2
- 2005 — Prime Cuts — From Steve Morse's Magna Carta sessions
- 2009 — Out Standing in Their Fiel (25 вересня, 2009)

Deep Purple
- 1996 — Purpendicular
- 1997 — Live at the Olympia '96
- 1998 — Abandon
- 1999 — Live at the Royal Albert Hall
- 1999 — Total Abandon: Live in Australia
- 2001 — Live at the Rotterdam Ahoy
- 2001 — The Soundboard Series
- 2003 — Bananas
- 2005 — Rapture of the Deep
- 2006 — Live at Montreux 1996
- 2007 — They All Came Down to Montreux

Kansas
- 1986 — Power
- 1988 — In the Spirit of Things
- 1998 — King Biscuit Flower Hour Presents Kansas
- 2004 — Sail On: The 30th Anniversary Collection

інше
- 1977 — Tropical Nights — Liza Minnelli
- 1980 — Schemer-Dreamer — Steve Walsh
- 1986 — Storytime — T Lavitz
- 1987 — Stone From Which The Arch Was Made — Mark O'Connor
- 1987 — Surveillance — Triumph
- 1988 — Southern By The Grace Of God: Lynyrd Skynyrd Tribute Tour-1987 — Lynyrd Skynyrd
- 1988 — Love Your Man — The Rossington Collins Band
- 1990 — Nashville Rendez-Vous — Marcel Dadi
- 1991 — Fingers Crossing — Marcel Dadi
- 1992 — Country Guitar Flavors — Marcel Dadi
- 1992 — Lone Ranger — Jeff Watson
- 1993 — Coven, Pitrelli, O'Reilly — CPR
- 1994 — Thonk — Michael Manring
- 1995 — Carmine Appice’s Guitar Zeus
- 2001 — Seventh Key — Seventh Key
- 2001 — Nylon & Steel — Manuel Barrueco
- 2001 — Feeding the Wheel — Jordan Rudess
- 2002 — Camino Latino/Latin Journey — 'Liona Boyd
- 2004 — Rhythm Of Time — Jordan Rudess
- 2003 — Living Loud — Living Loud
- 2006 — Living Loud-Live — Living Loud
- 2006 — Gillan's Inn — Ian Gillan
- 2007 — School of the Arts — School of the Arts (featuring T Lavitz) (Morse contributes acoustic guitar work on 2 tracks, «On Fire» and «Portrait»)